# Halfdan Czarny

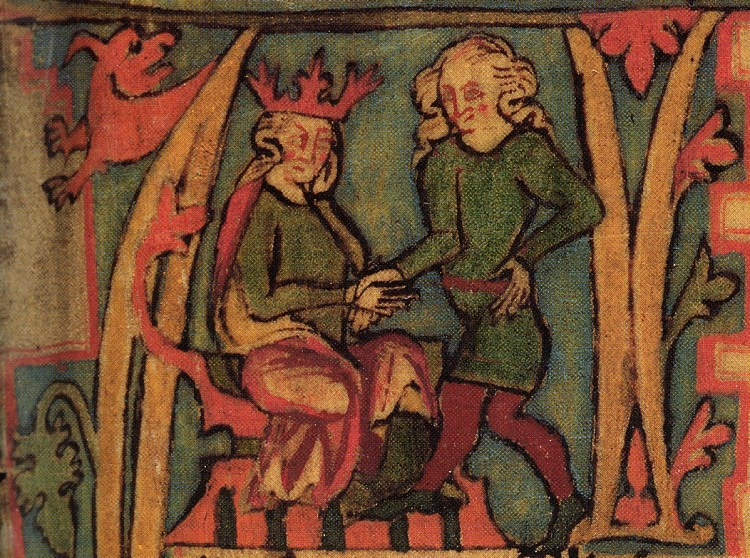
Halfdan Czarny (w koronie) na islandzkim manuskrypcie Flateyjarbók z XIV w.

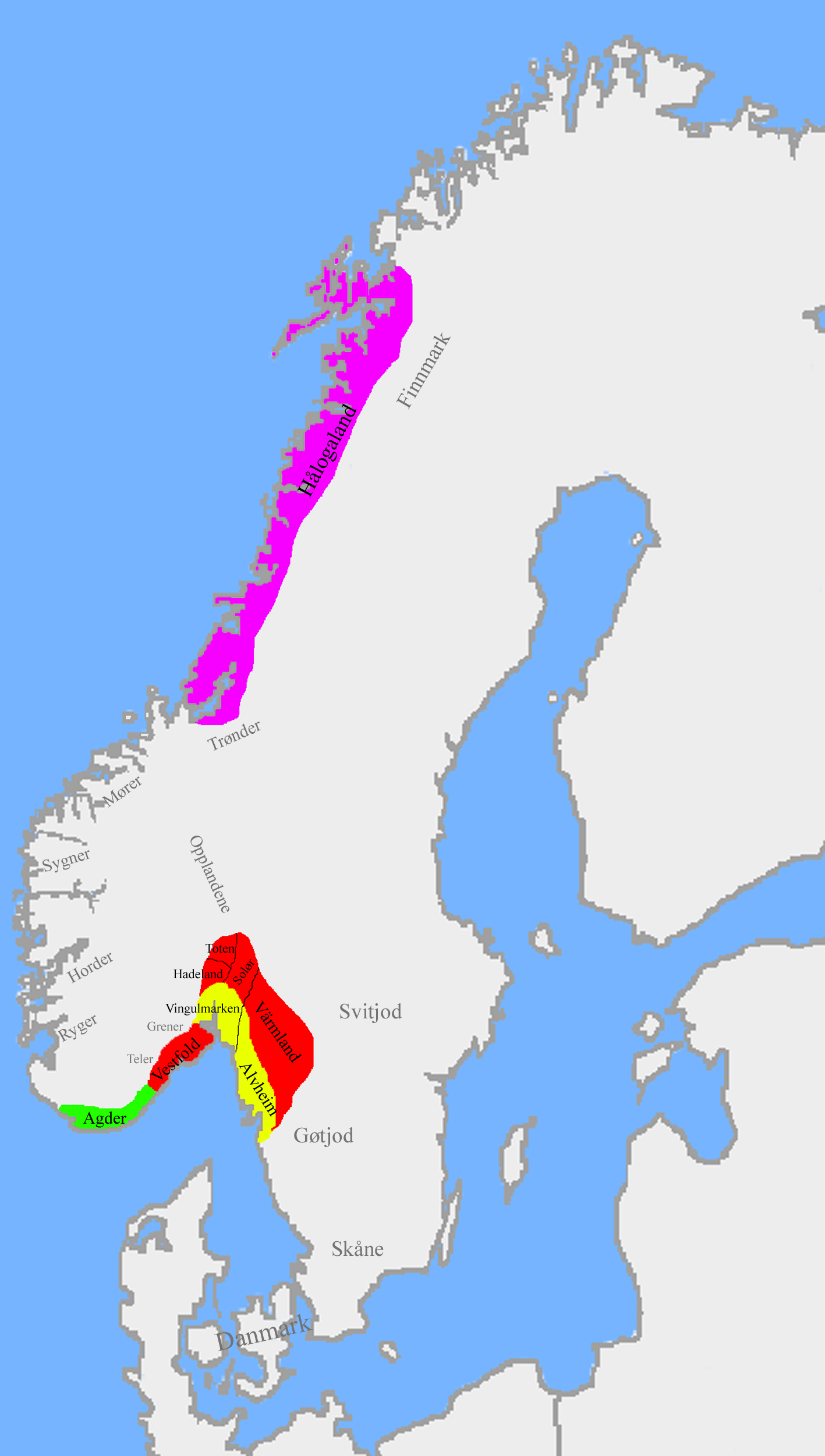
Królestwa Norwegii w 820

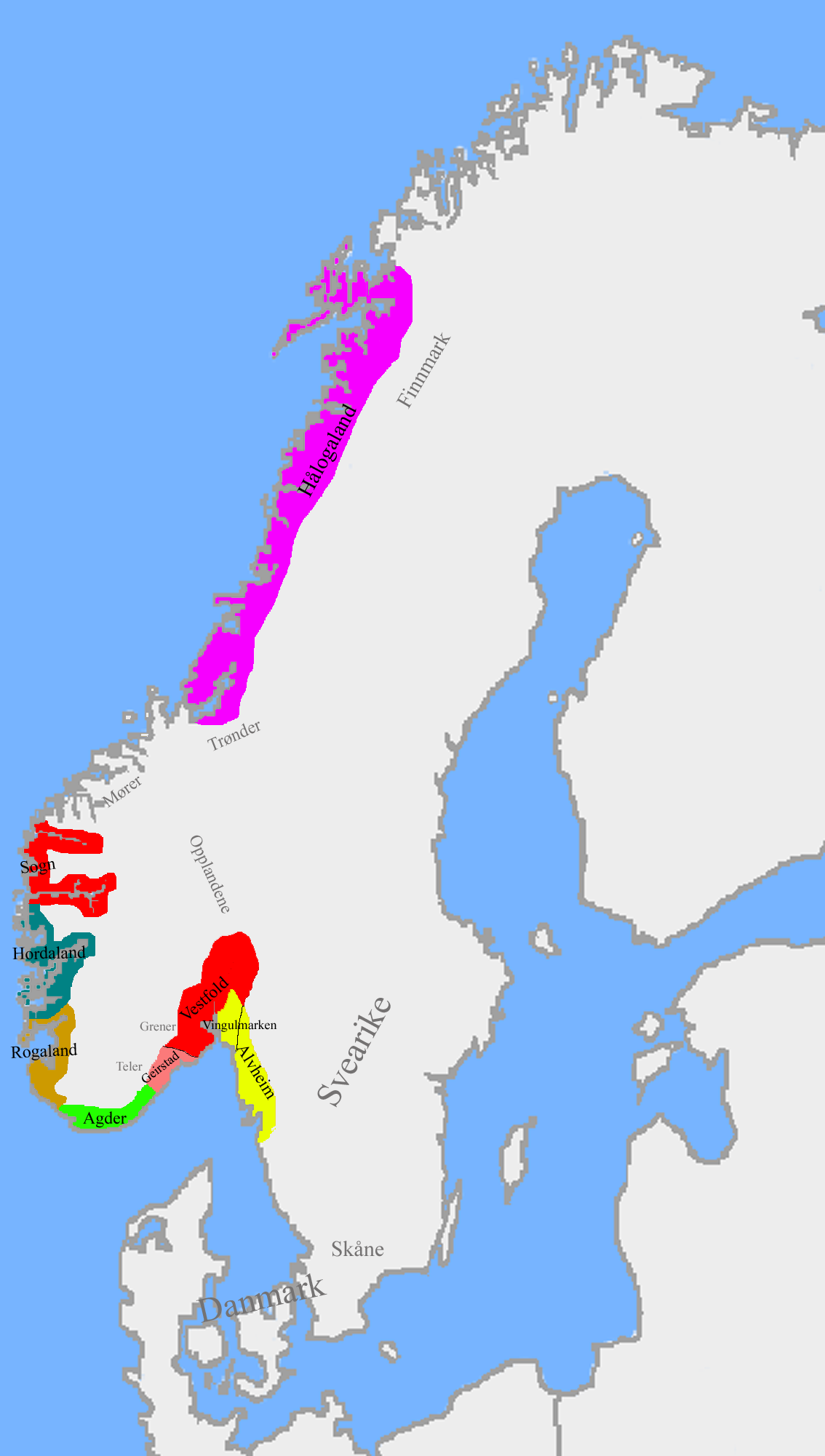
Królestwa Norwegii w chwili śmierci Halfdana (860)

Halfdan Czarny Gudrødsson (staronordyjski: Hálfdan svarti, norweski: Halvdan Svarte, ur. ok. 820, zm. ok. 860 roku) – legendarna postać pochodząca z dynastii Ynglingów, legendarny król Norwegii panujący w latach 840–860, ojciec pierwszego historycznego króla Norwegii, Haralda Pięknowłosego.
Jego przydomek pochodził od koloru jego włosów.

## Życiorys
W 821 roku został zamordowany jego ojciec, Gudrød Myśliwy. Jego matka, Åsa, zabrała zaledwie rocznego Halfdana i uciekła do Agder, ówczesnego królestwa norweskiego, skąd pochodziła. Tam właśnie Halfdan wychował się i dorastał.
W 838 roku, gdy miał około 18 lat, został koronowany na króla Agder. Natychmiast postanowił rozszerzyć swe królestwo. Rozdzielił królestwo Vestfold pomiędzy siebie i swego brata Olafa oraz przekonał Gandalfa, króla Vingulmarku, aby oddał mu połowę królestwa. Następnie Halfdan podbił teren zwany Raumarike (okolice dzisiejszego Oslo). Aby zabezpieczyć się przed utratą Raumarike, najpierw zabił króla tego cennego rejonu, a później jego brata.
Halfdan miał żonę Ragnhildę, córkę Haralda, króla Sogn. Pierwszy syn Halfdana otrzymał imię Harald po swym dziadku, a następnie został wysłany do Sogn, aby tam dorósł. Harald, król Sogn, wyznaczył Haralda (syna Halfdana) na swego następcę na krótko przed swą śmiercią. Gdy zmarł, Harald w młodym wieku wstąpił na tron Sogn, jednak rządził tylko rok, po czym zmarł na skutek choroby. Halfdan, kiedy tylko usłyszał o śmierci swego syna, wyruszył do Sogn i zażądał ogłoszenia go królem. Ponieważ nie spotkał się z żadnym oporem, został szybko koronowany i przyłączył Sogn do swego królestwa.
Trzej synowie króla Gandalfa, który wcześniej oddał mu połowę królestwa, ułożyli spisek przeciwko Halfdanowi i napadli go w nocy, usiłując zabić, jednak ten zdołał uciec do lasu. Próbując się zemścić, Halfdan zamordował dwóch z nich, a trzeci został wygnany. Tym samym Halfdan otrzymał drugą połowę królestwa Vingulmark. W rezultacie posiadał już duże królestwo i był ważnym władcą.
Halfdan zmarł około roku 860, w wieku 40 lat, kiedy załamał się pod nim lód na jeziorze Randsfjorden. Wyłowiono jego martwe ciało spod lodu. Ponieważ każde z czterech królestw (Sogn, Raumarike, Agder, Vingulmark) rządzonych przez Halfdana chciało pochować tak wybitnego władcę na swym terenie, ciało Gudrødssona zostało poćwiartowane na cztery części i każda część została wysłana do innego królestwa, gdzie została pochowana.

## Genealogia
| Halfdan Łagodny Eysteinsson ur. około 750 zm. około 800 | Halfdan Łagodny Eysteinsson ur. około 750 zm. około 800 |                                            |                                            | Liv Dagsdotter ur. ??? zm. po 779 | Liv Dagsdotter ur. ??? zm. po 779 |  |  | Harald Granraude ur. ??? zm. 815 | Harald Granraude ur. ??? zm. 815 |                                   |                                   | Gunhild Rangvaldsdotter ur. ??? zm. po 800 | Gunhild Rangvaldsdotter ur. ??? zm. po 800 |
|                                                         |                                                         |                                            |                                            |                                   |                                   |  |  |                                  |                                  |                                   |                                   |                                            |                                            |
|                                                         |                                                         |                                            |                                            |                                   |                                   |  |  |                                  |                                  |                                   |                                   |                                            |                                            |
|                                                         |                                                         | Gudrød Myśliwy Halfdansson ur. 780 zm. 821 | Gudrød Myśliwy Halfdansson ur. 780 zm. 821 |                                   |                                   |  |  |                                  |                                  | Åsa Haraldsdotter ur. 800 zm. 834 | Åsa Haraldsdotter ur. 800 zm. 834 |                                            |                                            |
|                                                         |                                                         |                                            |                                            |                                   |                                   |  |  |                                  |                                  |                                   |                                   |                                            |                                            |
|                                                         |                                                         |                                            |                                            |                                   |                                   |  |  |                                  |                                  |                                   |                                   |                                            |                                            |
|                                                         |                                                         |                                            |                                            |                                   |                                   |  |  |                                  |                                  |                                   |                                   |                                            |                                            |

|  |  | Ragnhilda1 Haraldsdotter ur. ??? zm. ???   | Ragnhilda1 Haraldsdotter ur. ??? zm. ???   | Halfdan Czarny Gudrødsson ur. 820 zm. 860 | Halfdan Czarny Gudrødsson ur. 820 zm. 860 | Ragnhilda2 Sigurdsdotter ur. ??? zm. po 854    | Ragnhilda2 Sigurdsdotter ur. ??? zm. po 854    |  |  |
|  |  |                                            |                                            |                                           |                                           |                                                |                                                |  |  |
|  |  |                                            |                                            |                                           |                                           |                                                |                                                |  |  |
|  |  |                                            |                                            |                                           |                                           |                                                |                                                |  |  |
|  |  | Harald Halfdansson ur. ok. 840 zm. ok. 850 | Harald Halfdansson ur. ok. 840 zm. ok. 850 |                                           |                                           | Harald Pięknowłosy Halfdansson ur. 855 zm. 933 | Harald Pięknowłosy Halfdansson ur. 855 zm. 933 |  |  |

1 Córka Haralda Złotobrodego, króla Sogn.

2 Córka Zygfryda, króla Ringerike.